# ミーハー
ミーハーは、日本語の俗語で、軽薄な、流行に左右されやすい世の中の風潮や人を意味する。流行や話題となった人物・事物の動静に、もともと興味がなかったにもかかわらず、にわかに熱中する者（にわかファン）に対しての蔑称として用いられる。ひらがなでみいはあとも。
みいちゃんはあちゃん（ミーちゃんハーちゃん）、はあちゃんみいちゃん、みいはあ族とも。
戦前から、若者向けの質の低い映画が「ミーチャンハーチャン映画」と呼ばれるなど、程度の低いことに夢中になる若者、特に若い女性の代名詞となっていた。「ミーハー」と略されるようになったのは戦後からである。

## 語源
文献によって諸説があるが、多くの辞書では「みいちゃんはあちゃん」の略語として「みいはあ」が生じたという立場をとっている。
- 「みよ」「はな」などから「みいちゃん」「はあちゃん」が当時の若い女性の典型的な愛称だったという説[6]。
  - 1887年（明治20年）に読売新聞で連載された坪内逍遥の小説『贋貨つかひ』に「春（はる）ちゃん美（みい）ちゃん」[11]、1890年（明治23年）の幸田露伴の小説集『葉末集』収録『一刹那』に「みいちゃんはあちゃん」[12]、といった例が見られる。

- 力士仲間の隠語で愚か者を指す「はあちゃん」に由来するという説[13][7]。
  - 「みいちゃん」は、音階名のドレミファソラシドとかけて、「みい」と「はあ」を地口的に並べたものだという[4][6]。音階に由来するものとしては「ミーハー族」よりもまともな人を指す「ソーラー族」という言葉もあった[14]。

- 「みつ豆」と「はやし長二郎」の略だという説。
  - 明治末期に発明されたデザート・みつ豆と、1927年（昭和2年）にデビューした俳優の林長二郎（のちの長谷川一夫）を好む若い女性を指す言葉とする[15][16]。